# 埃尔尚
埃尔尚（法語：Erchin，法語發音：[ɛʁʃɛ̃]）是法国上法兰西大区北部省的一个市镇，位于该省中南部，属于杜埃区，也是杜埃城市公共社区的一部分。

## 地理
埃尔尚（50°19'5"N, 3°10'1"E）面积5.28 平方千米，位于法国上法蘭西大區北部省，该省份为法国最北部的省份及最长的省份，西北濒北海，西接加来海峡省，南至埃纳省和索姆省，东与比利时接壤。
与埃尔尚接壤的市镇（或旧市镇、城区）包括：勒瓦尔德、鲁库尔、康坦、比尼库尔、维莱欧泰特尔、蒙什库尔、马尼。

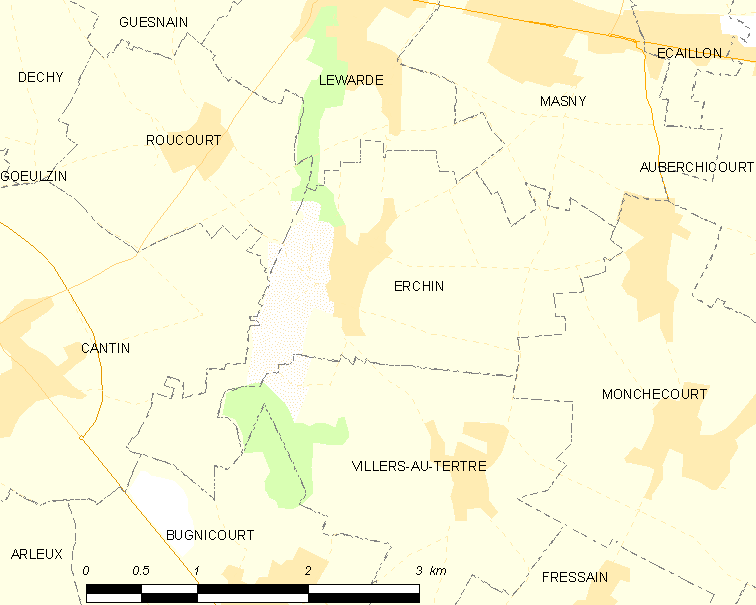
埃尔尚的OSM定位图

埃尔尚的时区为UTC+01:00、UTC+02:00（夏令时）。

## 行政
埃尔尚的邮政编码为59169，INSEE市镇编码为59199。

## 政治
埃尔尚所属的省级选区为阿尼什县。

## 人口

1962-2008年间埃尔尚人口变化图示

埃尔尚于2022年1月1日时的人口数量为674人。